# Oberkommando der Kriegsmarine
Oberkommando der Kriegsmarine (OKM) var högsta chefs- och förvaltningsmyndighet för Nazitysklands marin, Kriegsmarine, 1935-1945. Den tyska marinledningen, Oberkommando der Kriegsmarine (OKM) fanns i Berlin. Vid krigsutbrottet 1939 grupperades den operativa sjöstridsledningen i en bunkeranläggning i Lobetal utanför Berlin, med täcknamnet Koralle.

## Chef för marinen
Chefen för marinen (Oberbefelshaber der Kriegsmarine) var tillika chef för OKM.
- Storamiral Erich Raeder (1928-1943)
- Storamiral Karl Dönitz (1943-1945)
- Generalamiral Hans-Georg von Friedeburg (1945)

## Organisation 1939
Chefen för marinen, tillika chef för sjökrigsledningen.

### Sjökrigsledningens stab
Seekriegsleitung hade operativt ansvar för utom-inhemska hav.
- Stabschef
- Operativ byrå (1/Skl)
- Marin sambandstjänst (2/Skl)
- Marin underrättelsetjänst (3/Skl)
- Ubåtsvapnet (Skl U).[1]

### Marinstabsavdelningen
Marinstabsavdelningen (Marinekommandoamt) (A), operativt ansvar för inhemska farvatten samt för utbildning.
- Chefen för sjökrigsledningens stab var tillika chef för marinstabsavdelningen.[1]
- Organisationbyrå (A I)
- Utbildningsbyrå (A IV)

### Marinchefens stab
- Ekonomibyrå(E)
- Fartygsmaskinbyrå (Ing.)
- Navalmedicinsk byrå (G)
- Krigsvetenskaplig byrå(Skl KA)[1]

### Direkt underställda chefen för marinen
- Marinens personalavdelning (MPA)
- Marinens trupputbildningsavdelning (Mwehr)
- Allmänna marinavdelningen (B)
- Marinens vapenavdelning (MWa)
- Marinförvaltningavdelningen (C)
- Fartygsbyggnadsavdelningen